# Salix pulchra
Salix pulchra là một loài thực vật có hoa trong họ Liễu. Loài này được Cham. miêu tả khoa học đầu tiên năm 1831.